# Giuseppe Ghilarducci
Giuseppe Ghilanducci (Tassignano, 25 agosto 1935 – Pisa, 21 novembre 2019) è stato un presbitero e archivista italiano.

## Biografia
Dopo aver compiuto studi tecnici, Ghilanducci entrò in seminario all'età di 19 anni e fu ordinato sacerdote il 14 marzo 1964. Nello stesso anno fu nominato parroco di Vetriano, incarico cui seguirono quelli di parroco della vicina Colognora e di Celle dei Puccini, comunità che guidò per tutta la vita.
Nel 1966 iniziò gli studi a Roma presso la Scuola vaticana di paleografia diplomatica e archivistica, conseguendo il diploma nel 1968. Proseguì la formazione al Pontificio Istituto di Archeologia Cristiana, completando il corso nel 1970. Fu nominato direttore dell'Archivio Arcivescovile e della Biblioteca Capitolare di Lucca, contribuendo alla fondazione del Museo della Cattedrale, di cui fu anche direttore per tre anni, dal 1992 al 1994.
Dal 1976 fu socio ordinario dell'Accademia lucchese di scienze, lettere e arti. Nel 1985 divenne canonico del Capitolo della Chiesa Cattedrale di Lucca, e successivamente direttore dell'Ufficio Beni Culturali della Diocesi, Delegato Arcivescovile per i rapporti con la Soprintendenza e Ispettore Archivistico onorario per il Ministero dei Beni Culturali. Nel 1998 ricevette il premio "Mons. Icilio Felici" dal Serra Club di Pisa per la sua attività letteraria.
Lasciò incompiute varie opere, tra cui San Martino, la quarta cattedrale di Lucca, undici secoli di interventi, pubblicata postuma, a causa della morte avvenuta a Pisa il 21 novembre 2019, quando fu travolto da un pirata della strada.

## Opere (parziale)
- Beni culturali della chiesa nel territorio lucchese, Maria Pacini Fazzi editore, Lucca 1978.
- I pittori rinascimentali a Lucca, in collaborazione con G. Concioni e C. FERRI, Ed. Rugani, Lucca 1988.
- Carte del Secolo XI: Archivio arcivescovile di Lucca. Vol. II: [5]dal 1018 al 1031, Maria Pacini Fazzi editore, Lucca 1990.
- Diecimo: una pieve, un feudo, un comune. Vol. I: Il Medioevo, Lucca 1990.
- Orafi medievali, in collaborazione con G. ConcIoni e C. Ferri, Ed. Rugani, Lucca 1991.
- Arte e pittura nel medioevo lucchese, in collaborazione con G. Concioni e C. Ferri, Ed. Matteoni, Lucca 1994.
- Carte del Secolo XI: Archivio arcivescovile di Lucca. Vol. IV:[5] dal 1044 al 1055, Maria Pacini Fazzi editore, Lucca 1995.
- Sulle tracce della Sibilla, ed. Mariamica, Montemonaco (AP) 1998.
- Diecimo: una pieve, un feudo, un comune. L'età moderna. Dalla fine del Medioevo alla fine del feudo (1492 - 1726), Lucca 1999.
- Matteo Civitali nei documenti d'archivio, in collaborazione con G. ConcIoni e C. Ferri, Ed. S.Marco, Lucca 2001.
- Lucensis Ecclesiae Monumenta. Vol. I: Le pievi di S. Felicita, Elici, Camaiore, Monsagrati, Torre, S.Stefano, S. Macario, Arliano, Montuolo; in collaborazione con G. Concioni e C. Ferri, Maria. Pacini Fazzi editore, Lucca 2008.
- Lucensis Ecclesiae Monumenta. Vol. II: Le pievi di Sesto, S. Pancrazio, Marlia, Lammari, Lunata, Villa Basilica, S. Gennaro, Segromigno, S. Piero in Campo, Vellano, in collaborazione con G. Concioni e C. Ferri, Maria Pacini Fazzi editore, Lucca 2008.
- Il romanico dimenticato, in collaborazione con G. CONCIONI, Maria Pacini Fazzi editore, Lucca, 2011.
- Capannori: le pievi, le comunità, il territorio, in collaborazione con G. Bedini G. Tori, Publi ed., Lucca 2012.
- Segromigno: storia e territorio, in collaborazione con G. Bedini, M. Mertinelli, G. Petroni, G. TorI, Publi ed., Lucca 2013.
- Lammari, la sua terra, la cultura, le tradizioni, le attività economiche, in collaborazione con G. Bedini, G. Tori, G. Caselli, G. Quilici, e G. Angelini, Publi ed, Lucca 2013.
- Lucensis Ecclesiae Monumenta. Vol. III: La cattedrale di S. Martino. Parte I (dal 685 al 1204), in collaborazione con G. Concioni e C. Ferri, Maria Pacini Fazzi editore, Lucca 2013.
- Lucensis Ecclesiae Monumenta. Vol. III: La cattedrale di S. Martino. Parte II (dal 1205 al 1260), in collaborazione con G. Concioni e C. Ferri, Maria Pacini Fazzi editore, Lucca 2013.
- Maria, comunità, storia e territorio, in collaborazione con G. Bedini, G. Tori, E P. Bottari,Publi ed. Lucca, 2018
- San Martino, la quarta cattedrale di Lucca, undici secoli di interventi,  Maria Pacini Fazzi editore, Lucca , 2021.